# Palagonit
Palagonit eller Palagonittuff är en vulkanisk tuff av basaltisk beskaffenhet, sideromelan, med gulbrun till svart färg, uppkallad efter den plats där den först beskrevs, Palagonia på Sicilien.
Palagonitens glasiga beståndsdelar är mer eller mindre omvandlade till kristalliniskt tillstånd. Bergarten förekommer bland annat på Sicilien och bland Islands vulkaniska bergarter.